# AVC Famalicão
AVC Famalicão är en volleybollklubb från Vila Nova de Famalicão, Portugal. Klubben bildades 1998. De har blivit portugisiska mästare en gång (2015/2016), vunnit portugisiska cupen två gånger (2015/2016 och 2016/2017) och vunnit portugisiska supercupen en gång (2015).